# George Latimer Bates
George Latimer Bates va ser un naturalista, botànic i ornitòleg estatunidenc, nascut el 21 de març de 1863 a Abingdon (Illinois) i mort el 31 de gener de 1940 a Chelmsford (Anglaterra).

## Biografia
Va estudiar al Knox College de Galesburg. El 1895, va visitar l'Àfrica oriental i es va establir al Camerun on va dirigir una granja. Durant els seus viatges, va recollir molts exemplars d'història natural que va enviar al Museu d'Història Natural de Londres.
El 1928 va tornar a Gran Bretanya i dos anys més tard va publicar el seu Manual sobre Handbook on the Birds of West Africa. Va aprendre la llengua àrab i va anar a visitar Aràbia l'any 1934, on va estudiar l'avifauna. Tot i que va publicar diversos articles a la revista Ibis, no va poder completar el seu manuscrit Birds of Arabia; Richard Meinertzhagen (1878-1967), el completa més tard.
Recull uns 1.200 exemplars d'animals i plantes, juntament amb el Museu Britànic.

## Homenatges
Els epítets específics de moltes espècies li ret homenatge, com ara Carapa batesii, Habenaria batesii, Ixora batesii, Morinda batesii, Telfairia batesii.
En el seu honor s'anomena una espècie de serp africana, Rhamnophis batesii, així com tres espècies d'amfibis africans (Astylosternus batesi, Phrynobatrachus batesii i Nectophryne batesii), vint ocells i quatre mamífers.